# Lynchius parkeri
Espèce
Synonymes
- Phrynopus parkeri Lynch, 1975

Statut de conservation UICN

 EN B2ab(iii) : En danger
Lynchius parkeri est une espèce d'amphibiens de la famille des Craugastoridae.

## Répartition
Cette espèce est endémique du centre-ouest du Pérou. Elle se rencontre entre 2 770 et 3 100 m d'altitude dans la cordillère de Huancabamba :
- dans la province de San Ignacio dans la région de Cajamarca ;
- dans la province de Huancabamba dans la région de Piura.

## Description
Les mâles mesurent de 21,4 à 24,2 mm et les femelles de 27,4 à 35,0 mm.

## Étymologie
Cette espèce est nommée en l'honneur de Hampton Wildman Parker.

## Publication originale
- Lynch, 1975 : A review of the Andean leptodactylid frog genus Phrynopus. Occasional Papers of the Museum of Natural History University of Kansas, no 35, p. 1-51 (texte intégral).